# Internazionali d'Italia 1958 - Singolare femminile
Il singolare femminile del torneo di tennis Internazionali d'Italia 1958, ha avuto come vincitrice Maria Bueno che ha battuto in finale Lorraine Coghlan con il punteggio di 3–6 6–3 6–3.

## Tabellone

### Legenda
| - Q = Qualificato - WC = Wild card - LL = Lucky loser | - ALT = Alternate - SE = Special Exempt - PR = Protected Ranking | - w/o = Walkover - r = Ritirato - d = Squalificato |

### Fase finale
|  | Quarti di finale     | Quarti di finale     | Quarti di finale     | Quarti di finale | Quarti di finale |  |  | Semifinali       | Semifinali       | Semifinali       | Semifinali       | Semifinali |   |   | Finale      | Finale      | Finale | Finale | Finale |  |
|  |                      |                      |                      |                  |                  |  |  |                  |                  |                  |                  |            |   |   |             |             |        |        |        |  |
|  | Maria Bueno          | Maria Bueno          | Maria Bueno          | 6                | 6                |  |  |                  |                  |                  |                  |            |   |   |             |             |        |        |        |  |
|  | Thelma Coyne Long    | Thelma Coyne Long    | Thelma Coyne Long    | 1                | 1                |  |  | Maria Bueno      | Maria Bueno      | 1                | 9                | 8          |   |   |             |             |        |        |        |  |
|  | Shirley Bloomer      | Shirley Bloomer      | 6                    | 2                | 6                |  |  | Shirley Bloomer  | Shirley Bloomer  | 6                | 7                | 6          |   |   |             |             |        |        |        |  |
|  | Sandra Reynolds      | Sandra Reynolds      | 4                    | 6                | 1                |  |  |                  |                  |                  |                  |            |   |   | Maria Bueno | Maria Bueno | 3      | 6      | 6      |  |
|  | Lorraine Coghlan     | Lorraine Coghlan     | Lorraine Coghlan     | 6                | 6                |  |  |                  |                  | Lorraine Coghlan | Lorraine Coghlan | 6          | 3 | 3 |             |             |        |        |        |  |
|  | Heather Brewer-Segal | Heather Brewer-Segal | Heather Brewer-Segal | 1                | 0                |  |  | Lorraine Coghlan | Lorraine Coghlan | Lorraine Coghlan | 6                | 6          |   |   |             |             |        |        |        |  |
|  | Yola Ramírez         | Yola Ramírez         | 3                    | 6                | 6                |  |  | Yola Ramírez     | Yola Ramírez     | Yola Ramírez     | 4                | 0          |   |   |             |             |        |        |        |  |
|  | Silvana Lazzarino    | Silvana Lazzarino    | 6                    | 2                | 1                |  |  |                  |                  |                  |                  |            |   |   |             |             |        |        |        |  |